# Will Brill
Will Brill (Menlo Park, 11 de julho de 1986) é um ator norte-americano, conhecido pela participação na série The OA.